# 2a edició dels Premis Sant Jordi de Cinematografia
La 2a edició dels Premis Sant Jordi de Cinematografia (aleshores oficialment Premios San Jorge) va tenir lloc el 23 d'abril de 1958, patrocinada pel "Cine Forum" de RNE a Barcelona dirigit per Esteve Bassols Montserrat i Jordi Torras i Comamala. L'entrega va tenir lloc en un dels salons de l'Hotel Majestic en un acte presidit per Luis Ezcurra Carrillo, president de RNE, i Demetrio Ramos, delegat del Ministeri d'Informació i turisme.

## Premis Sant Jordi
| Categoria                                           | Premiat                    | Labor premiada             |
| --------------------------------------------------- | -------------------------- | -------------------------- |
| Millor pel·lícula espanyola                         | Un ángel pasó por Brooklyn | Pel·lícula                 |
| Millor pel·lícula estrenada                         | La strada                  | Federico Fellini           |
| Millor director espanyol                            | Ladislao Vajda             | Un ángel pasó por Brooklyn |
| Millor director estranger                           | Federico Fellini           | La strada                  |
| Millor guió espanyol                                | Amanecer en puerta oscura  |                            |
| Millor guió estranger                               | La strada                  |                            |
| Millor actor espanyol                               | Francisco Rabal            |                            |
| Millor actor estranger                              | Broderick Crawford         |                            |
| Millor actriu espanyola                             | Sara Montiel               |                            |
| Millor actriu                                       | Giulietta Masina           |                            |
| Menció a millor fotografia en pel·lícula espanyola  | Un ángel pasó por Brooklyn |                            |
| Menció a millor fotografia en pel·lícula estrangera | Le Ballon rouge            |                            |
| Menció a la millor sala de Barcelona                | Cine Montecarlo            |                            |